# Wurmbea biglandulosa
Wurmbea biglandulosa är en tidlöseväxtart som först beskrevs av Robert Brown, och fick sitt nu gällande namn av Terry Desmond Macfarlane. Wurmbea biglandulosa ingår i släktet Wurmbea och familjen tidlöseväxter.

## Underarter
Arten delas in i följande underarter:
- W. b. biglandulosa
- W. b. flindersica